# Hejtmanka
Hejtmanka je přírodní rezervace poblíž obce Mladeč v okrese Olomouc. Oblast spravuje AOPK ČR Správa CHKO Litovelské Pomoraví.

## Poloha
Chráněné území se rozkládá po obou březích řeky Moravy severovýchodně od Mladče; na severu dosahuje až k zámku Nové Zámky, na západní straně je vymezuje silnice, spojující Nové Zámky a Mladeč (za touto silnicí se prostírá přírodní památka Pod Templem), a na jihu sahá téměř k dálnici D35. Směrem východním bezprostředně navazuje národní přírodní rezervace Vrapač.
Původně se PR Hejtmanka prostírala pouze jižně od Moravy, ke dni 1. června 2010 však v rámci reorganizace chráněných území v oblasti Litovelského Pomoraví došlo k jejímu zvětšení i o území po severní straně řeky, celkově zhruba na trojnásobek předešlé rozlohy, přičemž byla do Hejtmanky zahrnuta i dosavadní přírodní památka U Zámecké Moravy

## Předmět ochrany
Důvodem ochrany je říční fenomén řeky Moravy s cennými porosty zaplavovaného lužního lesa přirozeného charakteru s výskytem vzácných společenstev korýšů v jarních periodických tůní.

## Fotogalerie

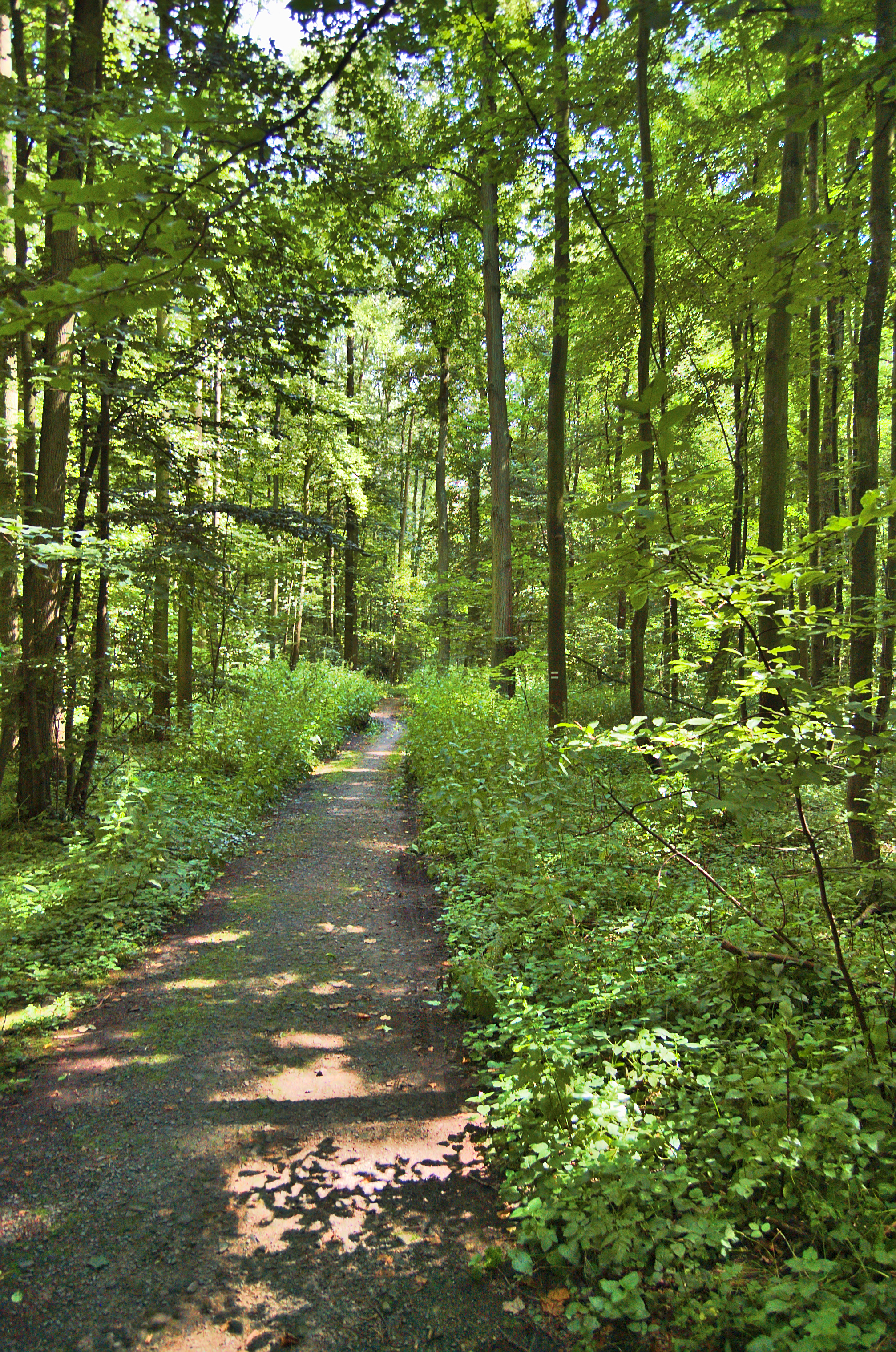
Značená cesta skrze přírodní rezervaci
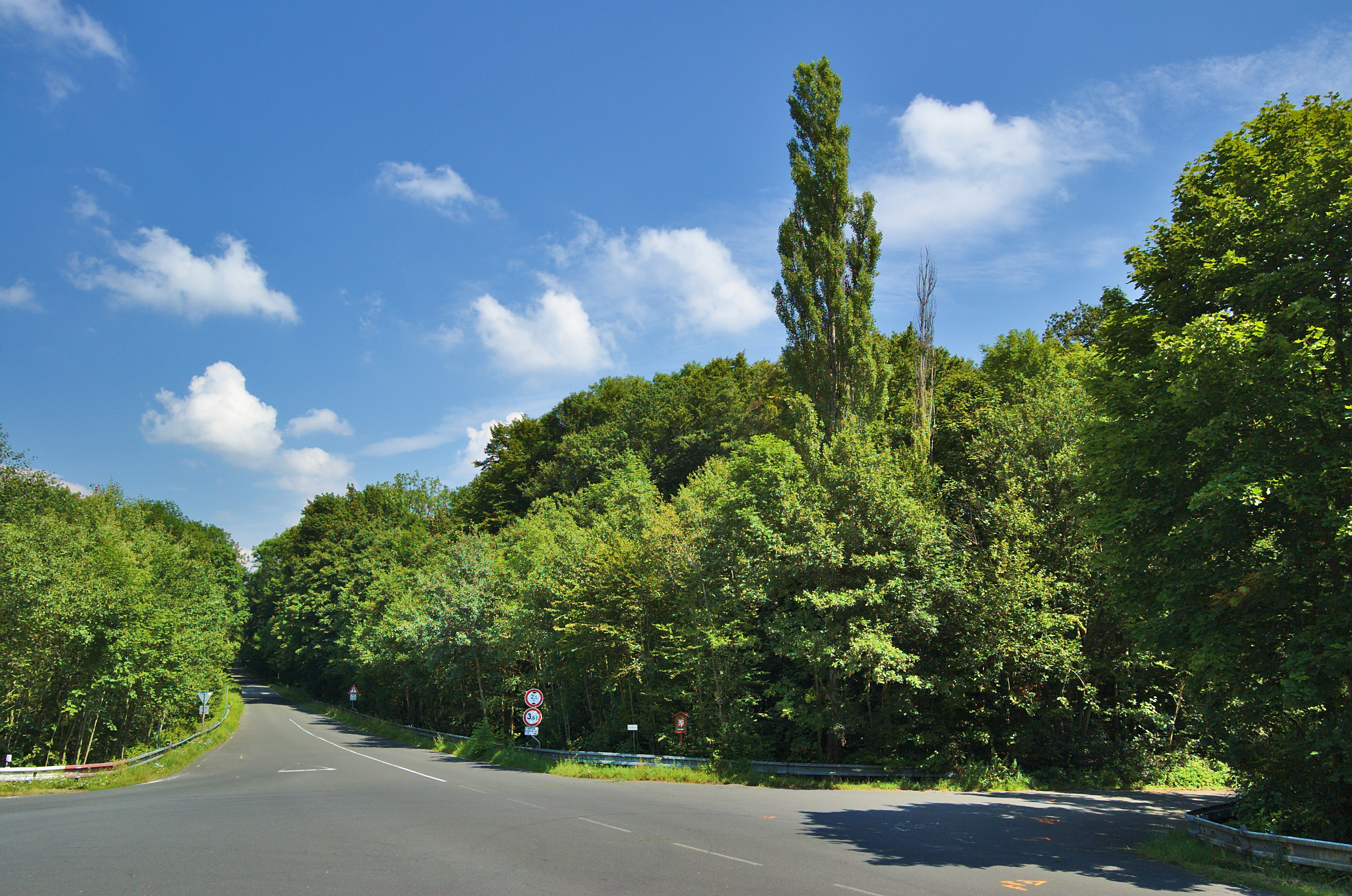
Pohled od dálničního sjezdu
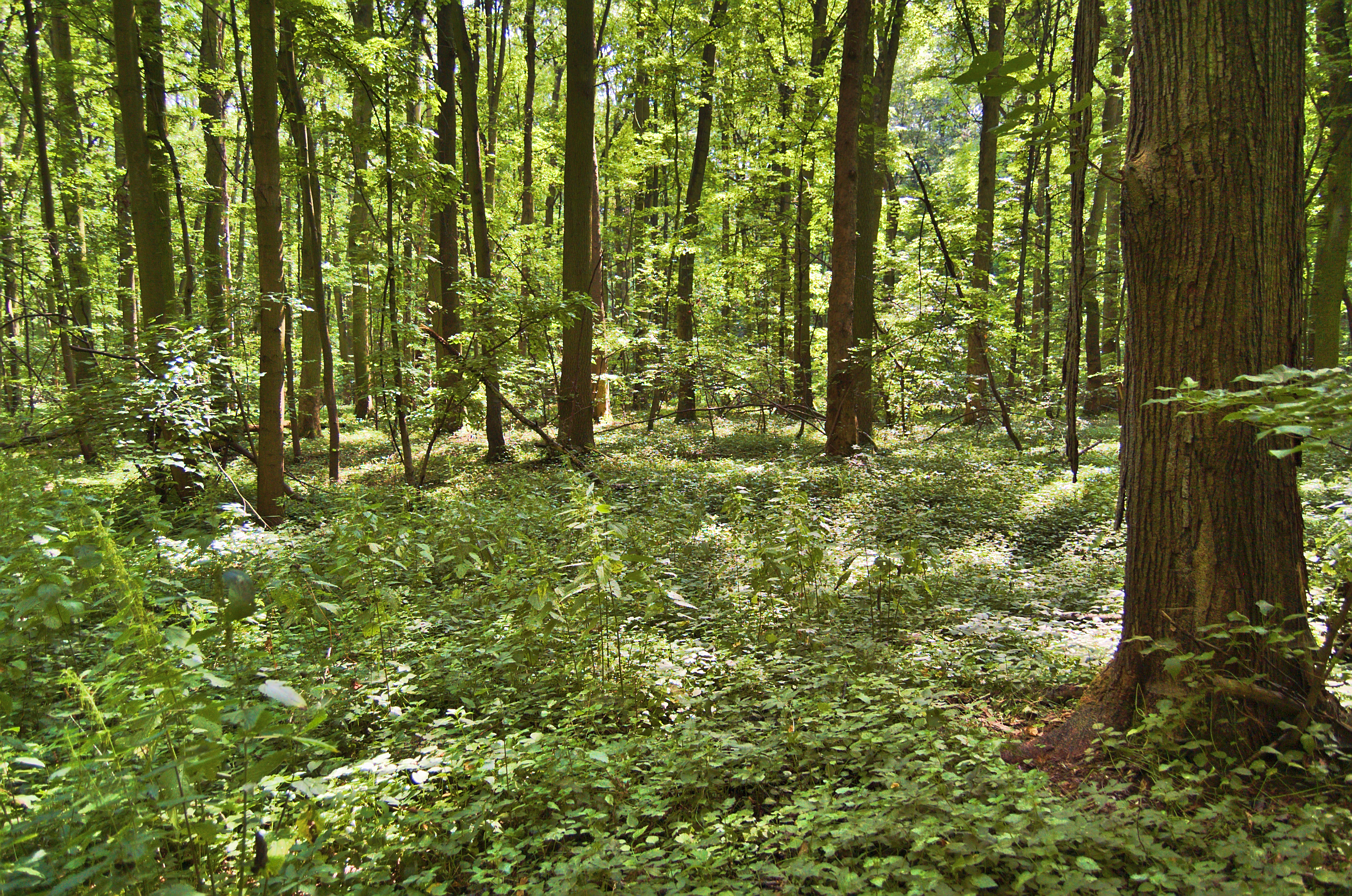
Rozhraní Hejtmanky a národní přírodní rezervace Vrapač